# Mouhcine Moutouali
Mouhcine Moutouali (ook bekend als MM5) (Casablanca, 3 maart 1986) is een Marokkaanse voetballer die bij voorkeur speelt als middenvelder. Hij keerde in 2019 na 5 jaar in Qatar gespeeld te hebben terug bij zijn eerste club Raja Casablanca.

## Clubcarrière
Moutouali speelt grotendeels in zijn carrière voor Raja Casablanca en werd drie keer met de club landskampioen. In 2014 vertrok hij voor drie seizoen maar Al-Wakrah SC. Daarna speelde hij voor Al Rayyan en Al-Ahli SC beide één seizoen alvorens hij in 2019 terugkeerde bij zijn eerste club Raja Casablanca.

## Interlandcarrière
Op 16 februari 2012 kreeg Moutouali zijn eerste oproep voor het eerste elftal van het Marokkaans voetbalelftal. Hij kreeg destijds een telefoontje van de ex-bondscoach Rachid Taoussi, en maakte zijn debuut tijdens de 4-0 gewonnen wedstrijd tegen het Mozambikaans voetbalelftal tijdens de Afrika Cup 2013. In totaal speelde hij zeven interlands waarin hij twee keer wist te scoren.

## Erelijst
| Botola Pro                     | 3x | 2008/09, 2010/11, 2012/13 |
| Coupe du Trône                 | 1x | 2012/13                   |
| FIFA Club World Cup (Finalist) | 1x | 2013                      |

1 Zniti  ·
2 Douik ·
4 Gael Ngah ·
5 Moutouali ·
6 Ngoma ·
7 Islah ·
8 Al-Warfali ·
10 Benhalib ·
11 Jabroun ·
12 El Haddaoui ·
13 Benoun ·
15 Haddad ·
17 Ahadad ·
18 Hafidi ·
19 Malango ·
20 Jbira ·
21 Rahimi ·
22 Bouamira ·
25 Boutayeb ·
30 Nanah ·
55 Achchakir ·
96 Arjoune ·
98 El Wardi ·
Coach: vacant
· Assistent-coach: Safri